# 南美布
南 美布（みなみ みぶ、1969年6月21日 - ）は、日本のラジオ番組のパーソナリティ、フリーアナウンサーである。有限会社クリス・ペプラーズ・オフィスがマネジメントしている。

## 概要
名前の美布は本名である。大阪府出身で1975年からニューヨークで10年生活する。
J-WAVEを中心に各地FM放送局で番組DJとしても活躍し、2005年4月から1年間スペインへ逗留する。2006年4月から「HOLA!DOMINGO（J-WAVE）」や「AXN」でナビゲーターを務める。

## 出演番組

### 現在
- iHeart Hawaii（InterFM897、2012年4月 - ）[3]
- Saturday Smile（FM NORTH WAVE）[4]

### 過去
- Good Times Boo!（InterFM 2013年4月 - 2014年9月30日)
- NOCTURNE〜Op.24（J-WAVE 2010年4月1日 - 9月23日)
- CROSSOVER JAM（J-WAVE 2009年10月3日 - 2011年9月17日）
- VIVA! ACCESS（J-WAVE 2000年 - 2005年）
- MONDO! WELT! WORLD!（J-WAVE 2000年 - 2005年）
- HOLA! DOMINGO（J-WAVE 2006年 - 2007年）
- PARADISO（J-WAVE 2007年 - 2010年）
- AXNチャンネルの番組プロモほか多数
- GAZOO METAPOLIS Red Style（ポッドキャスティング 2008年10月01日、08日、29日）